# Eupithecia exiguata
Eupithecia exiguata (conocida en Europa como polilla moteada), es una especie de polilla de la familia Geometridae. La especie fue descrita por primera vez por Jacob Hübner habiendo sido descrita en 1813. Tiene gran distribución en el Paleártico, excepto alrededor del mar Mediterráneo. Es común en las islas británicas, excepto en Escocia, donde su distribución es más puntual.

## Descripción
Es una polilla pequeña con una envergadura de 20 milímetros (0,8 plg) y de color gris amarillento. Sus alas son cortas, con algunas líneas grises dentadas dispuestas en bandas, una sola línea submarginal. Tiene gran parecido con la especie asiática E. subexiguata.: 372 
Las alas anteriores largas y puntiagudas son de color marrón o gris amarillento marcadas con líneas radiales pálidas y una mancha discal negra grande, algo ovalada. Las marcas más características son las fuertes rayas negras en las venas radial y mediana donde cruzan la banda posmediana. Las alas traseras son de color crema o gris también con una mancha discal. La oruga es verde con manchas dorsales rojas en forma de rombo.